# Figites validicornis
Figites validicornis är en stekelart som beskrevs av Thomson 1862. Figites validicornis ingår i släktet Figites, och familjen glattsteklar. Arten är reproducerande i Sverige.